# Берлинский конгресс
Берли́нский конгресс 1878 года (1 (13) июня — 1 (13) сентября) — международный конгресс, созванный для пересмотра условий Сан-Стефанского мирного договора 1878 года, завершившего Русско-турецкую войну 1877—1878 годов. Завершился подписанием Берлинского трактата. Заседания конгресса проходили первый месяц в здании рейхсканцелярии, а в дальнейшем в гостинице «Кайзерхоф».

## История
На условия Сан-Стефанского мирного договора последовала резкая критика со стороны европейских держав. Лондон считал наилучшей границей Болгарии Балканский хребет. Австро-Венгрия заявила о нарушениях прежних австро-русских соглашений. Австро-Венгрия и Англия выступали против усиления позиций России на Балканах, против национального освобождения славянских народов Балканского полуострова, особенно против образования там крупного славянского государства — Болгарии.
Было очевидно, что Россия начинать новую войну против коалиции была не в состоянии. Поддержки со стороны Германии также нельзя было ожидать. В частных беседах с русским послом в Германии Бисмарк рекомендовал согласиться на обсуждение условий договора на международном конгрессе.
Оказавшись в изоляции, Петербург вынужден был признать договор предварительным и пойти на его пересмотр на Берлинском конгрессе. В работе конгресса приняли участие представители России, Англии, Австро-Венгрии и Германии. Присутствовали также делегации Франции (во главе с министром иностранных дел Ваддингтоном), Италии (министр иностранных дел Корти) и Турции (Каратеодори). На конгресс были приглашены представители Греции, Персии, Румынии, Черногории и Сербии.
И вновь, как и в начале 1860-х, в России было принято решение имитировать угрозу британской морской торговле и дальним подступам к британской Индии. Александр II летом 1878 года повелел сосредоточить расквартированные в Туркестане войска численностью 20 тыс. человек для движения в Афганистан на Балх, Бамиан и Кабул. К эмиру Афганистана Шир-Али в Кабул для заключения союза отправилась миссия, которую возглавлял генерал Николай Столетов. Рассматривались планы вторжения в Кашмир и Читрал.
Однако это давление (или его имитация) на Индию в глубине Азии не помогло русской дипломатии на конгрессе.

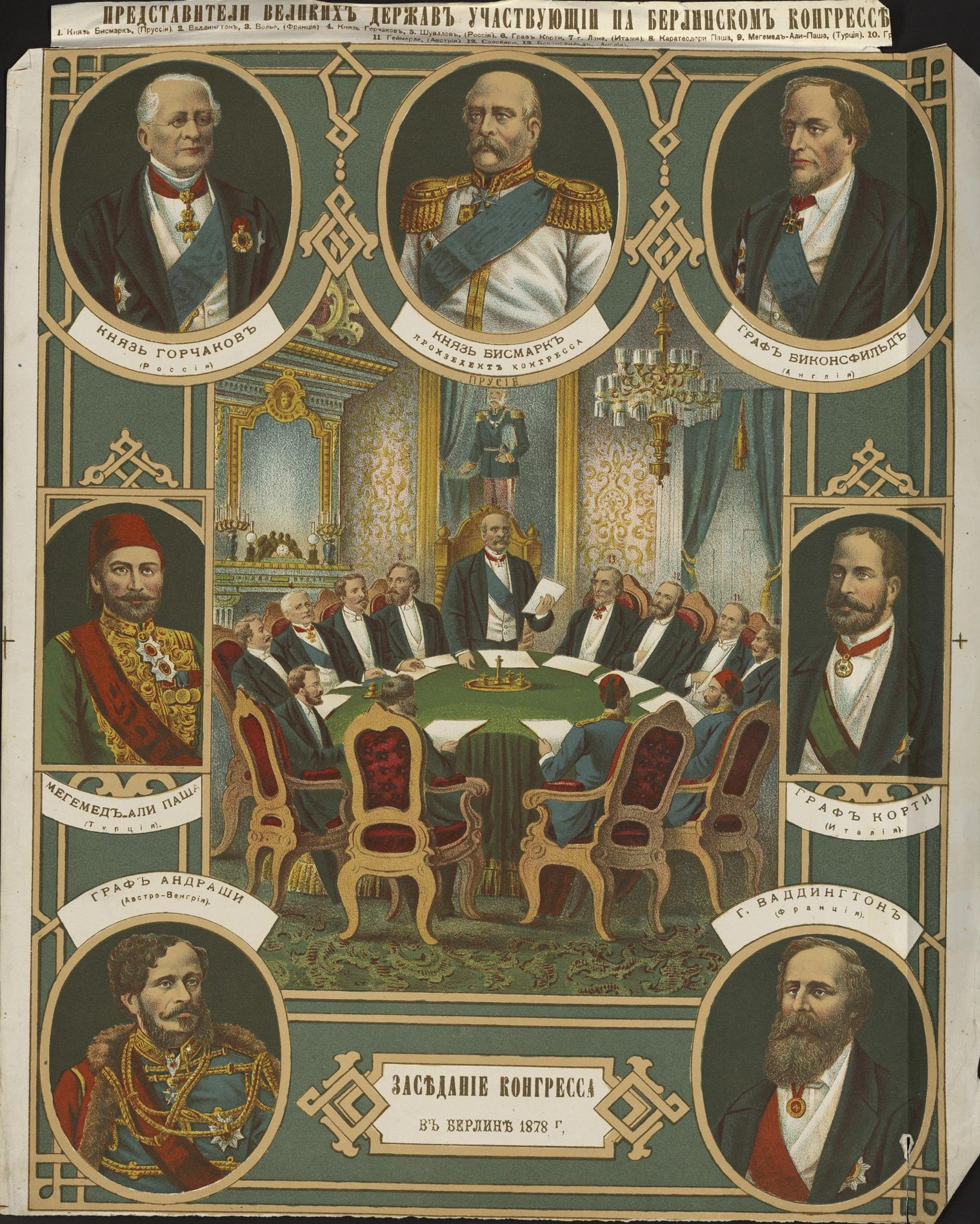
Заседание конгресса в Берлине в 1878 г.

Берлинскому конгрессу предшествовал ряд соглашений. 18 (30) мая 1878 года состоялось секретное англо-русское соглашение, которое предопределило в общих чертах условия пересмотра Сан-Стефанского договора. 23 мая (4 июня) Англия подписала секретный договор с Турцией об оборонительном союзе — Кипрскую конвенцию, по которой Великобритания получила право на оккупацию Кипра и право на контроль проведения турецким правительством реформ в Малой Азии. Англия же обязалась отстоять «силой оружия» границы в Азии, если Россия потребует их исправления вне пределов, определённых в Сан-Стефано. Англо-австрийское соглашение 25 мая (6 июня) также определило общую линию поведения для обеих держав на конгрессе.
Председательствовал на конгрессе германский канцлер Бисмарк. Важнейшие вопросы обычно предварительно решались на частных совещаниях представителей Германии, Великобритании, Австро-Венгрии и России, делегации которых возглавляли соответственно Бисмарк, премьер-министр лорд Биконсфилд, министр иностранных дел Д. Андраши и канцлер А. М. Горчаков. Споры шли в основном о Болгарии, территорию которой, определённую Сан-Стефанским договором, Австро-Венгрия и Англия желали урезать до минимума, о Боснии и Герцеговине, на которые претендовала Австро-Венгрия, и о территории в Закавказье, отошедшей от Турции к России, против чего протестовала Англия. Бисмарк объявил себя нейтральным посредником, но на деле поддерживал требования Австро-Венгрии и Англии, вынудив Россию принять большую их часть.

## Берлинский трактат

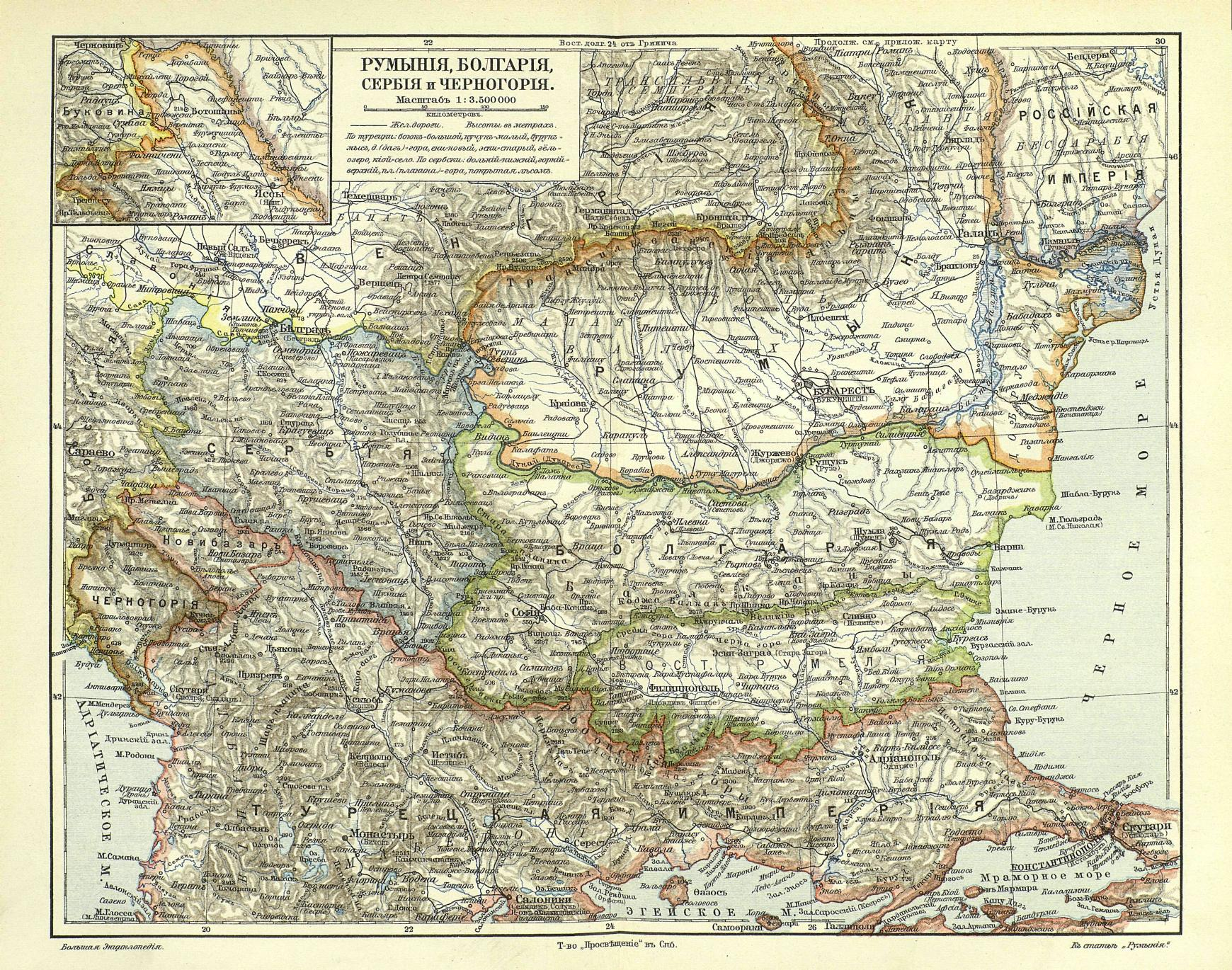
Границы по итогам Берлинского Конгресса

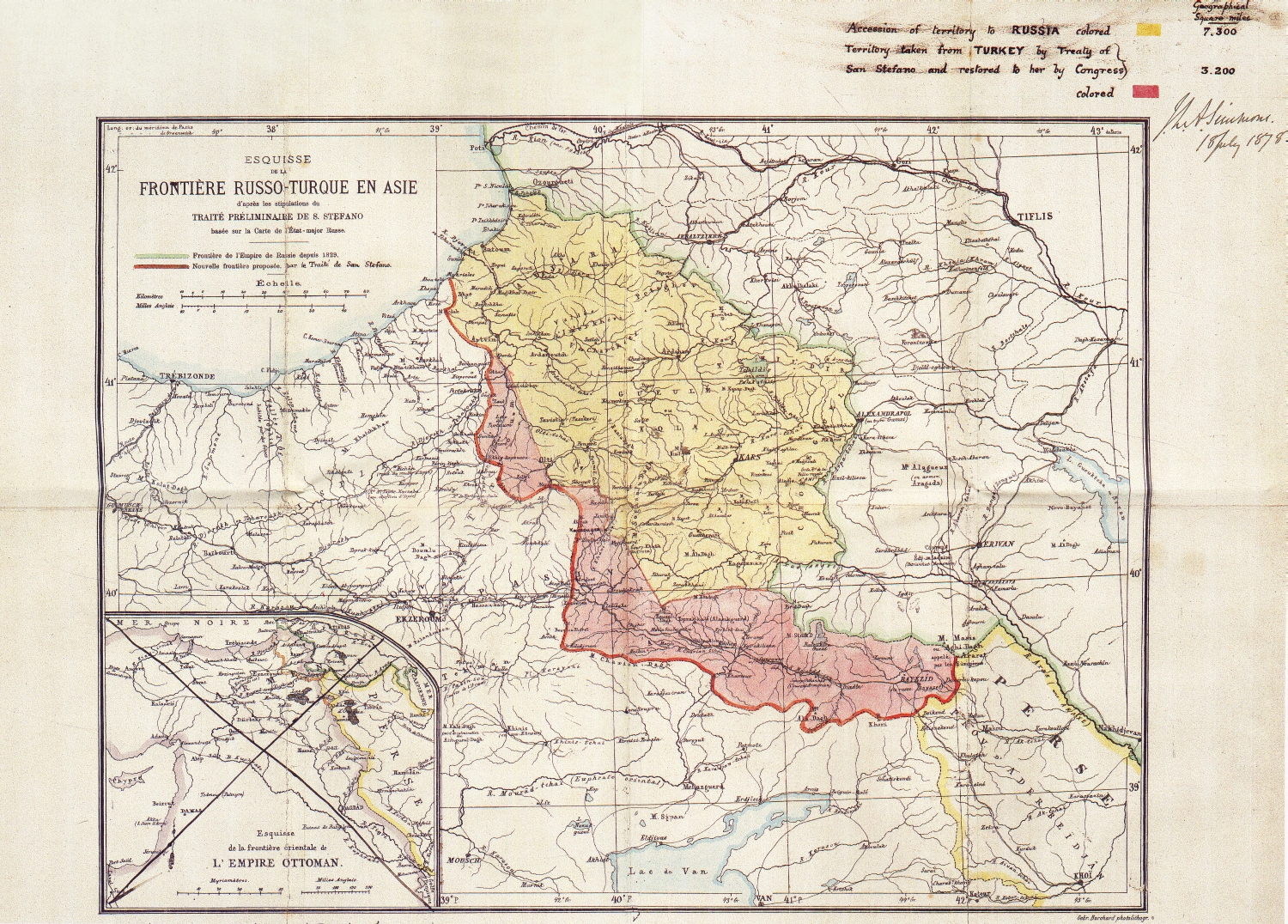
Территориальные изменения на Кавказе по итогам войны. Жёлтым отмечены территории, отошедшие России по итогам Берлинского трактата. Красным перешедшие России по Сан-Стефанскому договору, но возвращённые Турции.

1 (14) июля был подписан Берлинский трактат, который явился результатом работы Берлинского конгресса, созванного по инициативе западных держав для пересмотра условий Сан-Стефанского договора в ущерб России и славянским народам Балканского полуострова.
- Болгария была разделена на три части: вассальное княжество от Дуная до Балкан с центром в Софии; болгарские земли к югу от Балкан образовали автономную провинцию Турецкой империи — Восточная Румелия с центром в Филиппополе; Македония — земли до Адриатики и Эгейского моря возвращались Турции без каких-либо изменений в статусе.
- Болгария с центром в Софии объявлялась автономным княжеством, выборный глава которого утверждался султаном с согласия великих держав. Временное управление Болгарией до введения в ней конституции сохранялось за русским комендантом, однако срок пребывания русских войск в Болгарии был ограничен 9 месяцами. Турецкие войска не имели права находиться в княжестве, но оно обязано было платить Турции ежегодную дань.
- Турция получала право охранять границы Восточной Румелии силами только регулярных войск, расположенных в пограничных гарнизонах.
- Фракия и Албания оставались за Турцией. В этих провинциях, а также на Крите и в турецкой Армении, Турция обязывалась провести реформу местного самоуправления в соответствии с ограничительным регламентом 1868 г., уравняв в правах христиан с мусульманами[5][6][7][8].
- Турция отказывалась в пользу Персии от прав на спорный пограничный г. Хотур (38°28′17″ с. ш. 44°24′00″ в. д.HGЯO).
- Была признана независимость Черногории, Сербии и Румынского княжества.
- Территориальные приращения Черногории и Сербии, предусмотренные Сан-Стефанским договором, были урезаны.
- Черногория, получившая на Адриатическом море порт Антибари, лишалась права иметь флот, а морской и санитарный контроль в этих водах передавался Австро-Венгрии.
- Территория Сербии несколько увеличивалась, но не за счёт Боснии, а за счёт земель, на которые претендовала Болгария.
- Румынское княжество получало болгарскую Северную Добруджу и дельту Дуная.
- Австро-Венгрия добилась права на оккупацию Боснии и Герцеговины и размещения гарнизонов между Сербией и Черногорией — в Новопазарском санджаке, который оставался за Турцией.
- Исправление греко-турецкой границы было предоставлено переговорам этих двух стран при посредничестве европейских держав в случае их неудачи. Окончательное решение об увеличении территории Греции было принято в 1880 г. передачей Греции Фессалии и части Эпира.
- Гарантировалась свобода судоходства по Дунаю от Чёрного моря до Железных Ворот.
- Россия отказывалась от Баязета и Алашкертской долины и приобрела лишь Ардаган, Карс и Батуми, в котором обязалась ввести режим порто-франко (порт свободной торговли). К России переходила Южная Бессарабия.
- Трактат положил начало колонизации Северной Африки[9].

Трактат сохранял силу до Балканских войн 1912—1913 годов, но часть его постановлений осталась невыполненной или была позднее изменена. Так не были проведены в жизнь обещанные Турцией реформы местного самоуправления в областях, населённых христианами. Болгария и Восточная Румелия в 1885 году де-факто объединились. В 1886 году Россия отменила порто-франко в Батуме. В 1908 году Болгария объявила себя независимым от Турции царством, а Австро-Венгрия превратила оккупацию Боснии и Герцеговины в аннексию.
По свидетельству английского историка А. Тейлора, берлинский трактат «явился своего рода водоразделом», которому предшествовали 30 лет войн, а после него установилось мирное время на 34 года. Однако за этой видимостью скрывалась напряженная дипломатическая борьба и угроза войны постоянно висела в Европе.